# Freshlyground
Freshlyground es una banda sudafricana de afro-fusión formada en Ciudad del Cabo en 2002. Los miembros son originarios de Sudáfrica, Mozambique y Zimbabue. Freshlyground incorpora elementos tradicionales de la música sudafricana (como el Kwela y el folk africano), blues y jazz, así como también indie rock. La cantante principal es Zolani Mahola, quien con su distintiva voz contribuye dando a la banda un sonido único. Colaboraron con la cantante colombiana Shakira en la canción oficial del Mundial 2010, «Waka Waka (Esto es África)».

## Miembros de la banda
- Zolani Mahola – voz.
- Simon Attwell – flauta, mbira y armónica.
- Peter Cohen – batería.
- Kyla Rose Smith – violín y coros.
- Julio "Gugs" Sigauque – guitarra acústica
- Josh Hawks – bajo y coros
- Aron Turest-Swartz – teclados, percusión y coros

## Historia

### Jika jika(2003)
Freshlyground lanza su álbum debut a comienzos del 2003. El álbum tuvo una gran acogida por parte de la crítica, por su frescura y vibrante música lo que resultó en una invitación para presentarse en el Festival Internacional de Artes de Harare y el Festival Africano de la Isla de Robben.

### Nomvula(2004)
A finales del 2004 lanzan su más exitoso álbum Nomvula Donde la canción Doo be doo, llegó a ser su mayor éxito, llegando a ser la número 1 por varias semanas en las radios sudafricanas.

### Ma' cheri (2007)
Ma' cheri fue lanzado el 3 de septiembre de 2007. El álbum fue producido por JB Arthur and Victor Masondo, y fue grabado en Ciudad del Cabo. El primer sencillo fue Potbelly seguido de Fired up y Desire.

### Radio Africa (2010)
Publicado en mayo de 2010. Se espera que el disco, con once temas, vea incrementado el número de ventas y de seguidores tras la aparición tanto en la grabación como en el videoclip de la cantante colombiana Shakira Waka Waka. Para celebrar su publicación se celebraron dos conciertos en Ciudad del Cabo en The Assembly (8 de mayo de 2010) y en Johannesburgo en el Alex Theatre(13 de mayo de 2010). Su primer sencillo ha sido Fire is low.

## Discografía

### Jika jika (2003)
1. Train love (4:12)
2. Ocean floor (3:15)
3. Rain (5:07)
4. Castles in the sky (3:20)
5. Feels like sunday (3:40)
6. Mbira no. 2 (2:18)
7. Zipho phezulu (3:06)
8. Mali (4:07)
9. Castles in the sky (3:36)
10. Mowbray kaap (6:04)
11. Nomvula (7:27)

### Nomvula (2004)
1. I am the man (4:57)
2. Nomvula (4:46)
3. Manyana (5:13)
4. Vanish (5:20)
5. Zithande (4:40)
6. I'd like (6:25) (2.do sencillo)
7. Doo be doo (5:14) (1.er sencillo)
8. Things have changed (4:17) (3.er sencillo)
9. Buttercup (5:37) (4.to sencillo)
10. Human angels (6:25)
11. Father please (4:03)
12. Mowbray kaap (6:03)
13. Touch in the night (2:44)
14. Doo be doo (remix) (Bonus track para Europa)

### Ma' cheri (2007)
1. Ma' cheri
2. Desire
3. Pot belly (1.er sencillo)
4. Ask me
5. Baby tonight
6. Fired up
7. Go gorilla
8. Arms of steel
9. Pink confetti
10. Zulu lounge
11. Ivana
12. uMalume
13. Crimeson smile
14. Manikiniki
15. Air hostess(Bonus track)

### Radio Africa (2010)
1. Moto
2. Fire is low (1.er sencillo)
3. The dream of love
4. Big man featuring Les Nubians
5. Baba
6. Baby in silence
7. Would you mind
8. Vula amehlo
9. Chicken to change
10. Working class
11. Waliphalala'igazi

#### The Legend(2013)
1. "Izihlangu" (4:55)
2. "Africa Unite" (4:03)
3. "Shake It" (3:50)
4. "Refugee" (3:54)
5. "Take Me to the Dance [Boxsta Remix]" (4:39)
6. "Beautiful Boy" (4:00)
7. "Everything" (3:54)
8. "How Low Can Yu Go" (3:21)
9. "Yeah Yeah" (4:12)
10. "Rain [Live at Guild Theater, East London]" (6:27)
11. "Doo Be Doo [Live at Guild Theater, East London]" (6:36)
12. "Rain [Live at Guild Theater, East London]" (7:00)
13. "Waka Waka [Live at Centenary Hall, New Brighton, Port Elizabeth]" (5:57)